# 자메이카과일박쥐
자메이카과일박쥐 또는 멕시코과일박쥐(Artibeus jamaicensis)는 주걱박쥐과(신세계잎코박쥐과)에 속하는 박쥐의 일종이다. 멕시코와 중앙아메리카를 거쳐 대앤틸리스 제도와 소앤틸리스 제도와 같은 남아메리카 북서부 지역의 토착종이다.
바하마 제도 남부 지역에 드물게 서식하기도 한다. 남아메리카 안데스산맥 동부의 개체군은 이제 별도의 종 납작얼굴과일먹는박쥐(A. planirostris)로 간주하곤 한다. 자메이카과일박쥐의 독특한 특징(일부는 근연종들과 공유하는 특징)은 외부로 드러난 꼬리가 없는 점과 아주 작은 U자 모양의 대퇴골 사이 비막 등이다.